# Brown Glacier (glaciär i Antarktis)
Brown Glacier är en glaciär i Antarktis. Den ligger i Västantarktis. Argentina, Chile och Storbritannien gör anspråk på området. Brown Glacier ligger 951 meter över havet.
Terrängen runt Brown Glacier är huvudsakligen kuperad, men den allra närmaste omgivningen är platt. Brown Glacier ligger nere i en dal. Trakten är obefolkad. Det finns inga samhällen i närheten.